# 埃拉·格林斯莱德
埃拉·格林斯莱德（英語：Ella Greenslade，1997年4月8日—），新西兰女子赛艇运动员。她曾代表新西兰参加2020年夏季奥林匹克运动会赛艇比赛，获得女子八人单桨有舵手银牌。